# Renata Sorrah
Renata Leonardo Pereira Sochaczewski (Rio de Janeiro, 21 de fevereiro de 1947), mais conhecida como Renata Sorrah, é uma atriz e produtora teatral brasileira, de ascendência portuguesa e teuto-judaica. A atriz conquistou vários prêmios, incluindo dois Troféus Imprensa, dois Prêmios APCA, três Prêmios Molière, três Prêmios Arte Qualidade Brasil e um Prêmio Shell, além de ter uma indicação ao Prêmio Grande Otelo.
Iniciou a carreira artística no final da década de 1960, especializando-se, sobretudo, em interpretação dramática.
Na televisão imortalizou personagens memoráveis, como a corrupta Carolina Villar em Roda de Fogo (1986), a destemida Pilar Batista em Pedra sobre Pedra (1992), a cafetina Zenilda em A Indomada (1997), e a atriz Wilma Campos em Vai na Fé (2023), além das inesquecíveis Heleninha Roitman, a álcoolatra de Vale Tudo (1988–89) e a grande vilã Nazaré Tedesco em Senhora do Destino (2004–05), duas personagens que marcaram época e lhe renderam diversos prêmios, além de se tornarem populares na internet até os dias atuais.

## Biografia

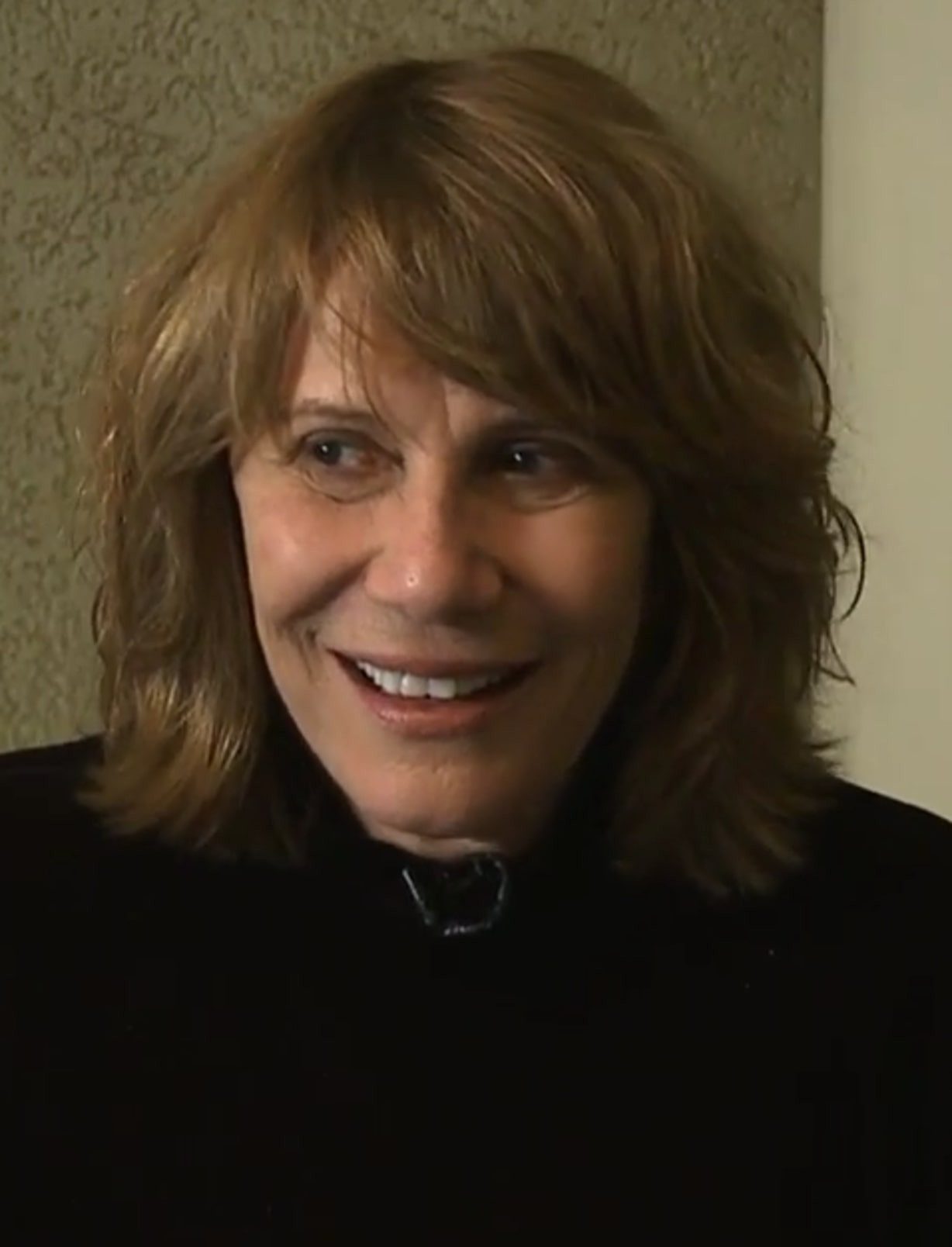
Renata Sorrah em 2017

Filha do empresário judeu alemão Peter Sochaczewski, e da diplomata brasileira Miriam Leonardo Pereira, descendente de portugueses. Renata mudou-se para Los Angeles, nos Estados Unidos em 1964, onde participou de um programa de intercâmbio cultural, o AFS, e lá entrou para um curso de arte dramática e continuou os estudos básicos. À época, a Califórnia vivia o auge do movimento hippie que, num processo radical de mudança, lutava pela ampla liberdade de expressão e pelo direito de cada um exercer a sua sexualidade sem culpa. Isso influenciou seu estilo e ela passou a ter ideias mais modernas, até utilizadas em seu curso. Como parte dos estudos, participou do elenco da peça Dura lex sed lex, de Oduvaldo Vianna Filho, na qual teve oportunidade de desempenhar vários papéis.
Ao retornar ao Brasil, em 1967, encontrou o meio teatral influenciado pelas ideias do movimento hippie. Embora não tenha sido ela própria uma hippie, adotou o visual dos integrantes do movimento e viajava seguidamente à praia de Arembepe, na Bahia, que era o lugar preferido dos hippies à época. Lá se reunia com amigos, trocava ideias e as aplicava nas produções de peças de teatro que escrevia ou participava.
Neste período, cursou psicologia, mas não chegou a se graduar, e ingressou no TUCA (Teatro Universitário Católico). Desde então, o teatro, onde alia ao seu trabalho de atriz às funções de produtora, é sua paixão. Costuma dizer: "O palco é o meu prazer, como se nele eu soubesse mais que na vida ".
Renata fala muito bem os idiomas alemão, inglês e francês.

## Carreira
Sua primeira aparição na televisão foi em 1969, na Rede Tupi, na telenovela Um Gosto Amargo de Festa. Em 1970, Dias Gomes chamou-a para seu primeiro papel na TV Globo, na telenovela Assim na Terra Como no Céu. Seguiram-se outros sucessos que contribuíram para sua carreira como O Casarão, Brilhante, Roda de Fogo, Vale Tudo, Rainha da Sucata, Pedra Sobre Pedra, A Indomada, Senhora do Destino, Páginas da Vida, Duas Caras, Fina Estampa, Geração Brasil e A Regra do Jogo.
Nos cinemas, teve destaque em filmes como Matou a Família e Foi ao Cinema, Lua de Mel e Amendoim, Avaeté - Semente da Vingança e Madame Satã.
Em 1988, Renata consagrou-se com um de seus personagens mais marcantes nas telenovelas, o da alcoólatra Heleninha Roitman, em Vale Tudo. Filha da vilã sem escrúpulos Odete Roittman, personagem de Beatriz Segall, Heleninha culpava-se pela morte do irmão num acidente de carro em que ela supostamente estava dirigindo. O álcool foi a válvula de escape, mas destruiu seu casamento e foi o responsável por inúmeros escândalos e barracos que a personagem proporcionou durante os oito meses em que a novela foi ar. No final, descobre-se que sua mãe, Odete, é quem dirigia o carro no acidente que matou o irmão de Heleninha e deixou a filha pensando ser a culpada. A personagem fez tanto sucesso que mesmo vinte anos depois o nome "Heleninha" ainda é sinônimo, para vários grupos de pessoas, de pessoa alcoolizada. A atriz fez uma participação especial no clipe de "O Segundo Sol", de Cássia Eller, em 1999.

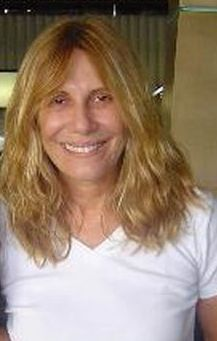
Renata Sorrah em 2007

Em 2004, Renata interpretou a vilã Nazaré Tedesco em Senhora do Destino. Entre outras maldades da personagem: o sequestro de Lindalva/Isabel (Carolina Dieckmann), o assassinato de seu marido Zé Carlos (Tarcísio Meira), de um amante e de Djenane (Elizângela), além de atormentar a vida de sua enteada Cláudia (Leandra Leal). No final, Nazaré se atirou de uma ponte na cidade de Paulo Afonso, na Bahia, a uma altura de 90 metros. Foi uma das maiores vilãs de todos os tempos, tamanho nível de maldade, e a Renata foi muito premiada e aplaudida, tendo sua personagem também um lado além de muito perverso, engraçado, pois colocava apelidos nos outros e nela mesma, como "gostusuda" e "delícia ambulante". Por seu papel como Nazaré, Renata recusou o papel dado a ela por Manoel Carlos para interpretar outra vilã, a Marta na telenovela Páginas da Vida. Renata alegou que não fazia sentido interpretar outra vilã depois de ter dado vida a Nazaré há tão pouco tempo. Manoel, por sua vez, não deixou Renata de fora, deu a ela outro papel, a promotora Teresa, que apareceu na segunda fase da novela. O papel de Marta ficou com a atriz Lília Cabral, que foi muito elogiada e aclamada pela crítica e pelo público, inclusive foi indicada ao Emmy internacional, na categoria Melhor Atriz.
Em 2007, Renata volta às novelas de Aguinaldo Silva em Duas Caras, interpretado Célia Mara, mulher que ajudava sua filha Clarissa (Bárbara Borges), que sofria de dislexia. Desta vez, Aguinaldo Silva inverteu os papéis: Enquanto Renata era a boazinha, Susana Vieira era a má.
Em 2011, voltou a trabalhar com Aguinaldo na na novela Fina Estampa, interpretando a Drª. Danielle Fraser, médica famosa e proprietária de uma clínica de fertilização in vitro.
No teatro, a atriz já atuou em cerca de vinte peças. Dentre as quais Os Veranistas, de Máximo Gorki, Festa de aniversário, de Harold Pinter, A Gaivota, de Anton Tchekhov, Afinal Uma Mulher de Negócios, de Rainer Fassbinder (Prêmio Moliére de Melhor Atriz), Mary Stuart de Schiller e em 2010 Macbeth de William Shakespeare.
Em 2013, participou do remake de Saramandaia, interpretando a irmã e conselheira do mocinho João Gibão.
Em 2014, integrou o elenco da trama do horário das 19 horas Geração Brasil, interpretando a vilã cômica e trambiqueira Gláucia Beatriz, mãe do protagonista Jonas Marra (Murilo Benício). Segundo algumas notícias, a atriz estaria insatisfeita com sua personagem Gláucia, que seria a grande vilã da trama. Poucos dias depois, a atriz desmentiu os boatos de que estaria insatisfeita com sua personagem Gláucia Beatriz, de Geração Brasil e afirmou estar muito feliz com sua personagem e uma grande admiração pelos autores Filipe Miguez e Izabel de Oliveira.

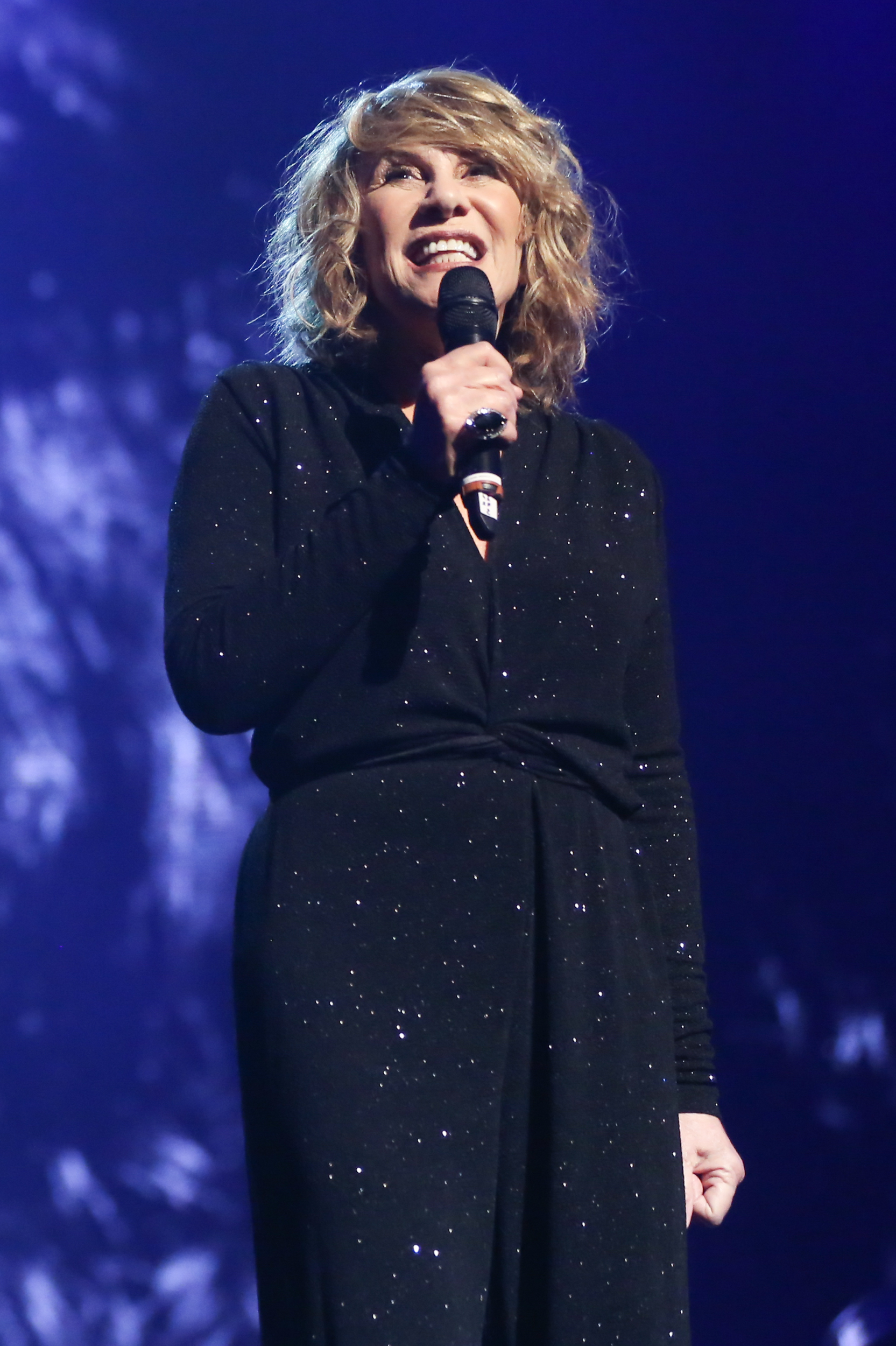
Sorrah no 26° Prêmio da Música Brasileira no Theatro Municipal do Rio de Janeiro em 2015

Em 2015, integrou o elenco principal da novela A Regra do Jogo, de João Emanuel Carneiro, na pele da sensata Eleonora Stewart. Nora como é conhecida, é uma mulher milionária e sofisticada, mas que vive diversos dramas em sua vida, enfrentando um casamento conturbado com um mafioso e problemas também com suas duas filhas, uma que desapareceu sem deixar rastros e outra com transtorno bipolar.
Em 2018, a atriz estava sendo escalada para atuar na novela O Sétimo Guardião, de autoria de Aguinaldo Silva, com quem já realizou diversos trabalhos. Tudo indicava que a atriz iria reviver a personagem Nazaré Tedesco, vilã que fez sucesso em Senhora do Destino, mas atriz preferiu não interpreta-lá novamente, uma vez que a personagem já havia feito muito sucesso e a ideia de trazê-la de volta a vida poderia não dar certo. Posteriormente, Aguinaldo Silva também mudou de ideia e decidiu escrever um personagem especialmente para ela, o de uma mulher transexual, escalação  essa que gerou polêmica e acabou não indo pra frente. A personagem trans ficou com a estreante em novelas Nany People.
No mesmo ano, Renata voltou à televisão após quase dois anos, entrando nas últimas semanas da novela Segundo Sol, como a divertida, esquizofrênica e sofrida Dulce, mãe maluquinha e bipolar da vilã Laureta, vivida por Adriana Esteves. A personagem vive em uma casa velha e empoeirada, afastada de todos, no município de Cruz das Almas, e trata suas galinhas de estimação  como se fossem filhas. Renata e Adriana voltaram a interpretar respectivamente, mãe e filha, depois de terem encarnado os mesmos papéis em Pedra sobre Pedra (1992), sendo que Adriana também interpretou a vilã Nazaré na primeira fase de Senhora do Destino.
A participação de Renata foi muito elogiada pelo público e considerada uma das melhores coisas do final da novela.
Após 13 anos sem fazer cinema, Renata foi convidada em 2019 para participar de dois filmes: um rodado na cidade de Piên e o outro que marca a estreia de Lázaro Ramos como diretor, ambos com previsão de estreia para 2020.

## Vida pessoal
Sorrah é tia dos atores Deborah Evelyn e Carlos Evelyn, filhos de sua irmã mais velha, Suzana. A atriz tem ainda um irmão mais velho chamado Antônio Cláudio.
Foi casada por três vezes, com o ator Carlos Vereza, com o escritor Euclydes Marinho e com o ator e diretor Marcos Paulo, pai da sua única filha, Mariana Sochaczewski Simões, nascida em 1981. Dentre seus outros relacionamentos, namorou os atores André Gonçalves, Roberto Bonfim.
É avó de Miguel, nascido no Rio de Janeiro, em 4 de novembro de 2009 e também de Betina, nascida no Rio de Janeiro, em 28 de maio de 2012.

## Filmografia

### Televisão
| Ano     | Título                                     | Personagem                                    | Nota                                                            |
| ------- | ------------------------------------------ | --------------------------------------------- | --------------------------------------------------------------- |
| 1969    | Um Gosto Amargo de Festa                   | Lúcia                                         |                                                                 |
| 1970    | Assim na Terra como no Céu                 | Nívea                                         |                                                                 |
| 1970    | A Próxima Atração                          | Madalena                                      |                                                                 |
| 1971    | O Cafona                                   | Maria Luisa da Silva Bastos (Malu)            |                                                                 |
| 1971-72 | Clipe de Fim de Ano (Um Novo Tempo)        | Ela Mesma                                     |                                                                 |
| 1972    | O Primeiro Amor                            | Mariana                                       |                                                                 |
| 1972    | Comédia Especial                           | Ana Maria                                     | Episódio: "Era uma Vez...Um Fantasma"                           |
| 1973    | Cavalo de Aço                              | Camila                                        |                                                                 |
| 1973-74 | Os Ossos do Barão                          | Lourdes Camargo Parente                       |                                                                 |
| 1973-74 | Clipe de Fim de Ano (Um Novo Tempo)        | Ela Mesma                                     |                                                                 |
| 1973-74 | Caso Especial                              | Cláudia                                       | Episódio: "O Silêncio e o Grito"                                |
| 1974    | Caso Especial                              | Laura                                         | Episódio: "Enquanto a Cegonha Não Vem"                          |
| 1974    | Caso Especial                              | Rita                                          | Episódio: "A Cartomante"                                        |
| 1974    | Corrida do Ouro                            | Patrícia Braga Albuquerque                    |                                                                 |
| 1976    | O Casarão                                  | Carolina Bastos (Lina)                        |                                                                 |
| 1976-77 | Clipe de Fim de Ano - (Um Novo Tempo/CBPE) | Ela Mesma                                     |                                                                 |
| 1977    | Caso Especial                              | Hortência                                     | Episódio: "Férias Sem Volta"                                    |
| 1978    | Sinal de Alerta                            | Selma                                         |                                                                 |
| 1980    | Chega Mais                                 | Lúcia Gomes                                   |                                                                 |
| 1981    | Brilhante                                  | Leonor Negreiros Newman                       |                                                                 |
| 1983    | Guerra dos Sexos                           | Blanche Paes Leme                             | Episódio: "11 de novembro"                                      |
| 1984    | Transas e Caretas                          | Sofia                                         |                                                                 |
| 1985    | Tudo em Cima                               | Lana Cardoso                                  |                                                                 |
| 1986    | Roda de Fogo                               | Carolina Villar                               |                                                                 |
| 1988    | Vale Tudo                                  | Helena de Almeida Roitman (Heleninha)         |                                                                 |
| 1990    | A, E, I, O... Urca                         | Olga Luísa                                    |                                                                 |
| 1990    | Rainha da Sucata                           | Mariana Szymanski                             |                                                                 |
| 1992    | Pedra sobre Pedra                          | Pilar Farias Batista                          |                                                                 |
| 1993    | Você Decide                                | Júlia                                         | Episódio: "Faça a Coisa Certa"                                  |
| 1994    | Pátria Minha                               | Natália Proença                               |                                                                 |
| 1997    | A Indomada                                 | Zenilda de Holanda                            |                                                                 |
| 1999    | Você Decide                                | Bárbara                                       | Episódio: "E O Circo Chegou"                                    |
| 1999    | O Belo e as Feras                          | Olga                                          | Episódio: "Desgraça Pouca é Bobagem"                            |
| 1999    | Andando nas Nuvens                         | Eva Montana / Condessa Astrid von Brandenbürg | Episódio: "22 de março" Episódios: "2 de outubro–5 de novembro" |
| 2001    | Um Anjo Caiu do Céu                        | Natália de Montaltino (Naná)                  |                                                                 |
| 2001    | Um Anjo Caiu do Céu                        | Shirley Maria Pinheiros                       | Episódio: "25 de agosto"                                        |
| 2002    | Desejos de Mulher                          | Rachel Vonnegut                               | Episódios: "10 de junho–24 de agosto"                           |
| 2003    | Celebridade                                | Dora Lima                                     | Episódios: "26–31 de dezembro"                                  |
| 2004    | Senhora do Destino                         | Maria de Nazaré Esteves Tedesco (Nazaré)      |                                                                 |
| 2006    | Páginas da Vida                            | Tereza Junqueira de Figueiredo                |                                                                 |
| 2007    | Duas Caras                                 | Célia Mara de Andrade Couto Melgaço           |                                                                 |
| 2010    | A Grande Família                           | Dona Carminda Torres Falcão de Mesquita       | Episódio: "O Eleito"                                            |
| 2011    | Fina Estampa                               | Drª. Danielle Steiner Fraser                  |                                                                 |
| 2013    | Saramandaia                                | Leocádia Viana                                |                                                                 |
| 2014    | Geração Brasil                             | Gláucia Beatriz Pacheco Marra                 |                                                                 |
| 2015    | A Regra do Jogo                            | Eleonora Barroso Stewart (Nora)               |                                                                 |
| 2018    | Segundo Sol                                | Dulce Bottini                                 | Episódios: "26 de outubro–8 de novembro"                        |
| 2019    | As Vilãs que Amamos                        | Ela mesma                                     | Episódio: "13"                                                  |
| 2020    | Diário de Um Confinado                     | Marília Barros                                |                                                                 |
| 2020    | Zorra                                      | Ela mesma                                     | Episódio: "7 de novembro"                                       |
| 2021    | Filhas de Eva                              | Stella Roman Fontini                          |                                                                 |
| 2023    | Vai na Fé                                  | Wilma Campos                                  |                                                                 |
| 2023    | Rio Connection                             | Cassandra                                     |                                                                 |
| 2025    | Show 60 Anos                               | Maria de Nazaré Esteves Tedesco (Nazaré)      | Especial dos 60 anos da Globo                                   |

### Cinema
| Ano  | Título                          | Personagem                 | Nota           |
| ---- | ------------------------------- | -------------------------- | -------------- |
| 1968 | A Vida Provisória               | Atriz do Filme B           |                |
| 1969 | Matou a Família e Foi ao Cinema | Regina                     |                |
| 1970 | Cuidado Madame                  | Doméstica                  |                |
| 1971 | Lua de Mel e Amendoim           | Berenice                   |                |
| 1977 | O Velho Gregório                | —                          |                |
| 1985 | Avaeté - Semente da Vingança    | Clara                      |                |
| 1995 | O Mandarim                      | Cigana                     |                |
| 1996 | Metalguru                       | Motoqueira                 | Curta-metragem |
| 1997 | O Bote                          | —                          | Curta-metragem |
| 2002 | Madame Satã                     | Vitória dos Anjos          |                |
| 2002 | Furos no sofá                   | Renata                     | Curta-metragem |
| 2004 | A Dona da História              | Maria Helena / Vivian Maia |                |
| 2004 | Nina                            | Prostituta                 |                |
| 2006 | Árido Movie                     | Stela                      |                |
| 2014 | Documento Humanidade            | Ela mesma                  | Documentário   |
| 2021 | Dente por Dente                 | Isadora Garcia             |                |
| 2021 | Álbum em Família                | Renata / Tia Rute          |                |
| 2022 | Medida Provisória               | Dona Izildinha             |                |

### Videoclipes
| Ano  | Canção              | Artista       |
| ---- | ------------------- | ------------- |
| 1999 | "O Segundo Sol"     | Cássia Eller  |
| 2016 | "Você Ainda Pensa?" | Johnny Hooker |

## Teatro
| Ano     | Título                                    | Papel                    |
| ------- | ----------------------------------------- | ------------------------ |
| 1967    | Coronel de Macambira                      |                          |
| 1968    | Dura lex sed lex                          | Assistente de direção    |
| 1968    | Trágico Acidente Destronou Teresa         | Tereza                   |
| 1968    | Capeta em Caruaru                         |                          |
| 1969    | Antígona                                  | Ismênia/Antígona         |
| 1970    | Os Convalescentes                         | Mariana                  |
| 1971    | As Hienas                                 |                          |
| 1972    | Tango                                     |                          |
| 1972    | Festa de Aniversário                      | Lulu                     |
| 1973    | A Gaivota                                 | Nina                     |
| 1974    | Vagas para Moças de Fino Trato            | Lúcia                    |
| 1977    | É...                                      |                          |
| 1977–80 | Afinal, uma mulher de negócio             | Eva                      |
| 1978    | Os Veranistas                             |                          |
| 1982    | As Lágrimas Amargas de Petra von Kant     | Karin                    |
| 1985    | Grande e Pequeno                          | Lotte                    |
| 1989    | Encontrar-se                              |                          |
| 1991–92 | Shirley Valentine                         | Shirley Valentine        |
| 1996    | Mary Stuart                               | Mary Stuart              |
| 1997    | Noite de Reis                             | Olívia                   |
| 1998–99 | As Três Irmãs                             | Olga                     |
| 2000    | Mais Perto                                | Anna                     |
| 2001–02 | Jantar entre Amigos - Pequenos Terremotos | Karen                    |
| 2004    | Medeia                                    | Medeia                   |
| 2007    | Um Dia, no Verão                          | Mulher                   |
| 2010    | Macbeth                                   | Lady Macbeth             |
| 2012–17 | Esta Criança                              | Sete personagens         |
| 2015–16 | Krum                                      | Truda                    |
| 2017–19 | Preto                                     | Ela                      |
| 2022    | O Espectador                              | Advogado/Juíz/Testemunha |
| 2023    | Vôo Livre                                 |                          |

## Na cultura popular

### Meme
Nos anos 2010, Sorrah se tornou um famoso meme de internet por uma cena da telenovela Senhora do Destino de 2004. Nazaré Tedesco, personagem de Sorrah na trama, é uma das mais famosas vilãs da história das novelas brasileiras, e diferentes memes sobre a personagem são populares no país. Este meme em particular, que mostra a atriz com um rosto confuso, geralmente acompanhado por fórmulas matemáticas, foi além das fronteiras brasileiras.

## Prêmios e indicações
| Ano  | Prêmio                             | Categoria                              | Título                                | Resultado |
| ---- | ---------------------------------- | -------------------------------------- | ------------------------------------- | --------- |
| 1971 | Troféu Imprensa                    | Melhor Revelação Feminina              | Assim na Terra como no Céu            | Venceu    |
| 1976 | Troféu APCA                        | Melhor Atriz                           | O Casarão                             | Venceu    |
| 1978 | Prêmio Molière                     | Melhor Atriz                           | Os Veranistas                         | Venceu    |
| 1978 | Troféu Mambembe                    | Melhor Atriz                           | Os Veranistas                         | Indicado  |
| 1979 | Prêmio Molière                     | Melhor Atriz                           | Afinal, Uma Mulher de Negócios        | Venceu    |
| 1979 | Troféu Mambembe                    | Melhor Atriz                           | Afinal, Uma Mulher de Negócios        | Venceu    |
| 1982 | Prêmio Molière                     | Melhor Atriz coadjuvante               | As Lágrimas Amargas de Petra Von Kant | Venceu    |
| 1985 | Troféu Mambembe                    | Melhor Atriz                           | Grande e Pequeno                      | Venceu    |
| 1992 | Prêmio Sated                       | Melhor Atriz                           | Shirley Valentine                     | Venceu    |
| 1997 | Troféu Mambembe                    | Melhor Atriz                           | Mary Stuart                           | Venceu    |
| 1998 | Prêmio Contigo! de TV              | Participação especial Feminina         | A Indomada                            | Venceu    |
| 2001 | Prêmio Arte Qualidade Brasil - SP  | Melhor Atriz Telenovela                | Um Anjo Caiu do Céu                   | Indicada  |
| 2002 | Prêmio Austregésilo de Athayde     | Melhor Atriz de Teatro                 | Jantar Entre Amigos                   | Venceu    |
| 2003 | Grande Prêmio do Cinema Brasileiro | Melhor Atriz Coadjuvante               | Madame Satã                           | Indicada  |
| 2004 | Prêmio Qualidade Brasil - RJ       | Melhor Atriz Teatral Drama             | Medéia                                | Venceu    |
| 2004 | Melhores do Ano                    | Melhor Atriz                           | Senhora do Destino                    | Indicada  |
| 2004 | Prêmio Extra de Televisão          | Melhor Atriz                           | Senhora do Destino                    | Indicada  |
| 2004 | Troféu Leão Lobo                   | Melhor Atriz                           | Senhora do Destino                    | Venceu    |
| 2005 | Prêmio APCA                        | Melhor Atriz                           | Senhora do Destino                    | Venceu    |
| 2005 | Troféu Imprensa                    | Melhor Atriz                           | Senhora do Destino                    | Venceu    |
| 2005 | Troféu Internet                    | Melhor Atriz                           | Senhora do Destino                    | Venceu    |
| 2005 | Prêmio Contigo! de TV              | Melhor Atriz                           | Senhora do Destino                    | Venceu    |
| 2005 | Prêmio Qualidade Brasil            | Melhor Atriz - RJ                      | Senhora do Destino                    | Venceu    |
| 2005 | Prêmio Qualidade Brasil            | Melhor Atriz - SP                      | Senhora do Destino                    | Venceu    |
| 2007 | Prêmio Quem de Teatro              | Melhor Atriz de Teatro                 | Um Dia, no Verão                      | Venceu    |
| 2007 | Prêmio Qualidade Brasil- RJ        | Melhor Atriz Teatro Drama              | Um Dia, no Verão                      | Indicada  |
| 2007 | Prêmio Contigo! de TV              | Melhor Atriz Coadjuvante               | Páginas da Vida                       | Indicada  |
| 2008 | Prêmio Contigo! de TV              | Melhor Atriz de Novela                 | Duas Caras                            | Indicada  |
| 2012 | Prêmio APTR de Teatro              | Melhor Atriz                           | Esta Criança                          | Indicada  |
| 2013 | Prêmio Cenym de Teatro             | Melhor Atriz                           | Esta Criança                          | Venceu    |
| 2013 | Prêmio Shell                       | Melhor Atriz                           | Esta Criança                          | Venceu    |
| 2013 | Prêmio Questão de Crítica          | Atriz                                  | Esta Criança                          | Indicada  |
| 2013 | Prêmio Questão de Crítica          | Elenco                                 | Esta Criança                          | Indicada  |
| 2013 | Prêmio Quem de Teatro              | Melhor Atriz de Teatro                 | Esta Criança                          | Indicada  |
| 2015 | Prêmio Quem de Teatro              | Melhor Atriz de Teatro                 | Krum                                  | Indicada  |
| 2015 | Prêmio Questão de Crítica          | Elenco                                 | Krum                                  | Indicada  |
| 2017 | Prêmio Blog do Arcanjo de Teatro   | Melhor Atriz                           | Preto                                 | Indicada  |
| 2017 | Prêmio APTR de Teatro              | Carreira no Teatro                     | Homenagem                             | Venceu    |
| 2020 | Melhores do Ano Minha Novela       | Melhor Atriz Coadjuvante               | Diário de Um Confinado                | Indicada  |
| 2021 | Séries em Cena Awards              | Melhor Atriz em Série Nacional         | Filhas de Eva                         | Indicada  |
| 2021 | Festival do Rio                    | Melhor Atriz Coadjuvante               | Medida Provisória                     | Indicada  |
| 2022 | Festival Sesc Melhores Filmes      | Melhor Atriz Nacional                  | Dente por Dente                       | Indicada  |
| 2022 | Prêmio Platino                     | Melhor Interpretação Feminina em Série | Filhas de Eva                         | Indicada  |
| 2022 | Prêmio Cesgranrio de Teatro        | Melhor Atriz                           | O Espectador                          | Pendente  |
| 2023 | Melhores do Ano                    | Atriz Coadjuvante                      | Vai na Fé                             | Indicada  |
| 2023 | Melhores do Ano - Duh Secco        | Atriz Coadjuvante                      | Vai na Fé                             | Indicado  |